# Jun Tamano
Jun Tamano (jap. 玉乃 淳 Tamano Jun; ur. 19 czerwca 1984) – japoński piłkarz występujący na pozycji pomocnika.

## Kariera klubowa
Od 2002 do 2009 roku występował w klubach Tokyo Verdy, Tokushima Vortis, Yokohama FC i Thespa Kusatsu.